# Мехмед Тефик паша Ташджъзаде
Мехмед Тефик паша Ташджъзаде (на турски: Mehmed Tevfik Paşa, Taşcızade) е османски офицер и чиновник.

## Биография
Роден е в 1815 година. От ноември 1860 до ноември 1861 година е министър на финансите. От септември 1863 до януари 1865 година е валия на Бурса (Хюдавендигар). От септември 1866 година до юни 1867 година е валия на Румелийския еялет. При управлението си в Битоля Тафик паша налага силно потисническа данъчна политика, пряко насочена срещу християнското население и съпроводена с неколкократно увеличение на убийствата и обирите.
От юни до декември 1867 година е валия на Кастамону, а от юли 1876 до юни 1878 – валия на Адана.
Умира в 1902 година.